# Camellia pilosperma
Camellia pilosperma är en tvåhjärtbladig växtart som beskrevs av S.Y. Liang. Camellia pilosperma ingår i släktet Camellia och familjen Theaceae. Inga underarter finns listade i Catalogue of Life.